# GemOx
GemOx или GEMOX — общепринятый в онкогематологии акроним для одного из режимов химиотерапии, применяемого при лечении рецидивов и первично рефрактерных неходжкинских лимфом и лимфогранулематоза.
При сочетании с ритуксимабом данный режим называют R-GemOx, R-GEMOX или GemOx-R, GEMOX-R. Периодичность проведения курса: раз в 15 дней при уровне нейтрофилов более 1*10^9/л и уровне тромбоцитов более 100*10^9/л, в противном случае не позже чем раз в 3 недели.
Режим [R]-GemOx состоит из:
1. Ритуксимаба — (R)ituximab — анти-CD20 моноклонального антитела, обладающего способностью уничтожать как нормальные, так и злокачественные B-лимфоциты;
2. Гемцитабина — (Gem)citabine — антиметаболита;
3. Оксалиплатина — (Ox)aliplatin — препарата платины с алкилирующим механизмом действия.[1][2]

## Режим дозирования
| Лекарство                    | Доза       | Режим введения                                                                     | Дни цикла |
| ---------------------------- | ---------- | ---------------------------------------------------------------------------------- | --------- |
| Ритуксимаб — (R)ituximab     | 375 мг/м2  | Внутривенная инфузия                                                               | День 1    |
| Гемцитабин — (Gem)citabine   | 1000 мг/м2 | Внутривенная инфузия на 500 мл 0,9 % натрия хлорида со скоростью 10 мг/м2 в минуту | День 2    |
| Оксалиплатин — (Ox)aliplatin | 100 мг/м2  | Внутривенная инфузия в течение 2 часов                                             | День 2    |